# 布麗吉特·比爾萊因
布麗吉特·比爾萊因（德語：Brigitte Bierlein，1949年6月25日—2024年6月3日），奧地利法官、政治家，為奧地利第一位女總理，亦是繼約翰·紹貝爾之後第二位無黨籍總理。

## 生平
畢爾萊最初想成為一名藝術家或是建築師，不過最後仍依照她母親的建議，選擇學習法律，並在26歲時（1975年）通過司法考試、翌年成為一名檢察官。在維也納檢察官辦公室服務超過10年後，她被任命為檢察官辦公室的總檢察長，直接向該國最高法院報告，而這也是奧地利歷史上第一次有女性，獲得如此高的司法位置。
2002年，她在當時人民黨政府的的推薦下，被任命為憲法法院的副院長，也是第一位擔任這一職務的女性。她的任命當時被反對派批評是政治任命，不過支持者認為，這將有助於促進該國的性別平等。經同樣為人民黨的庫爾茨政府提名，她於2018年2月升任首位女性憲法法院院長。

### 出任總理

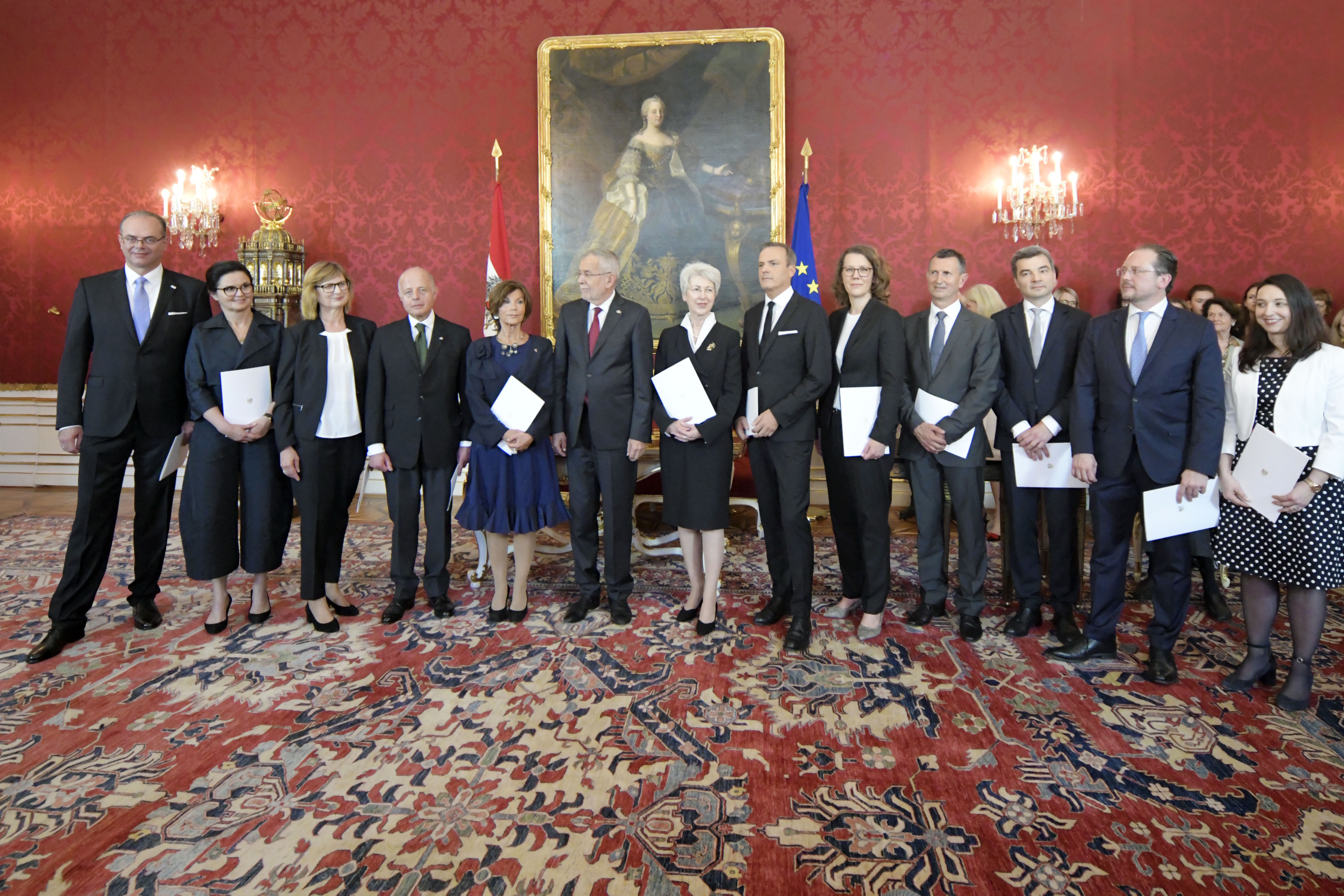
比爾萊因（左五）就職總理時與總統范德貝倫（左六）和一眾內閣成員

2019年5月庫爾茨政府倒臺，故她於同年6月3日在總統亞歷山大·范德貝倫指示下成為過渡政府總理，直至同年九月大選後，新政府完成籌組。此舉獲國會所有政黨同意。

## 外部連結
- Brigitte BIERLEIN （页面存档备份，存于） at the Constitutional Court homepage